# Rotterdams waterbroodje
Onder een Rotterdams waterbroodje wordt een vloerbrood verstaan dat is gemaakt met slap deeg, waaraan geen melk is toegevoegd. Net als ander vloerbrood werd het van oorsprong gebakken op de vloer van de oven en dus niet in een broodbus- of blik. Omdat de ovenvloer zeer heet wordt, schroeit het deeg snel dicht wat een krokante korst geeft. Het brood stamt uit Rotterdam.